# Arendalsbanen
Arendalsbanen eller Arendalslinjen er en sidebane til Sørlandsbanen, som går mellem Nelaug og Arendal. Hele banen ligger i Aust-Agder fylke i Norge.
Banen blev elektrifiseret i 1995 og trafikken på den drives af NSB med elektrisk lokaltog BM69. Banen benyttes hovedsageligt af passagerer mellem Arendal og Oslo, og de skal skifte tog på Nelaug. Fra Nelaug er der også forbindelser til Kristiansand og Stavanger. Arendalsbanen er i dag den eneste sidebane, der drives af NSB, men banen blev ikke bygget som sidebane. Arendalsbanen har siden 1970'erne været truet af nedlæggelse.

## Treungenbanen
Strækningen som i dag kaldes Arendalsbanen blev planlagt og bygget af NSB som en lokalbane, som skulle forbinde Arendal med en vigtig del af byens område langs Nidelven. Banen blev først åbnet til Froland i 1908. I 1910 kunne man åbne banen til Åmli, og i 1913 var banen yderligere forlænget til Tveitesund eller Treungen. Treungenbanen var det korrekte navn til denne strækning som gik fra Arendal til Treungen i Telemark fylke. Mulighederne for forlængelse helt til Fyresdal blev diskuteret. Treungenbanen havde en sidebane fra Rise Station til Grimstad. Denne strækning blev bygget som en privatbane, men blev senere overtaget af NSB og drevet under navnet Grimstadbanen. Tømmer- og malmtransport var det vigtigste formål med disse baner, selvfølgelig ved siden af passagertrafikken. Både Treungenbanen og Grimstadbanen blev bygget til smalsporet drift.

## Sørlandsbanen
Sørlandsbanen nåede Nelaug i 1935, og Treungenbanen blev reduceret til to sidebaner. Men som en provisorisk ordning var Arendal Sørlandsbanens endestation, og i den forbindelse blev strækningen Arendal – Nelaug ombygget til normal sporvidde. 9. november 1935 blev åbningstoget kørt fra Oslo V med kong Haakon VII, Kronprins Olav, statsminister Johan Nygaardsvold og andre gæster. På Nelaug var der lokomotivskift og en æresport markerede enden på den nye remise på Sørlandsbanen. I Arendal var der stor festivitas. For en periode på tre år var byen det store trafikknudepunkt i Sørlandet. Rejsende med dampskib vestfra skiftede til jernbanen hvis de ønskede en hurtig rejse østover til hovedstaden. I denne perioden blev der også opstartet ekspresbusser fra Kristiansand til jernbanestationen i Arendal. Hverken før eller siden har Arendal stasjon haft lignende trafik. Også Grimstadbanen blev kort tid efter ombygget til normalspor.
I 1986 fik Arendalsbanen en alvorlig konkurrent da busruten Sørlandsekspressen fik flere daglige afgange på strækningen til Kristiansand og Oslo. Busruten drives af Nettbuss Sør, som er et datterselskab af NSB.
Arendalsbanen blev elektrifiseret i 1995. Godssporene til havneområdet blev ikke omfattet af elektrifiseringen. Godssporene til Jernbanekajen, Toldbodkajen og Liniegodsbyggeriet har ikke været i brug siden. Sporene er dels fjernet, dels dækket med asfalt og afspærret med bomme.
I 2007 rejste flere end 68.000 passagerer på strækningen mellem Arendal og Nelaug. Dette er ny årsrekord. Bl.a. har Hovefestivalen haft betydning for dette resultat.